# كارل هودل
كارل هودل (بالإنجليزية: Carl Hoddle)‏ هو لاعب كرة قدم بريطاني في مركز الوسط، ولد في 8 مارس 1967 في هارلو في المملكة المتحدة، وتوفي في 2 مارس 2008 في سوبريجوورث ‏ في المملكة المتحدة. لعب مع توتنهام هوتسبير ونادي بارنت ونادي ليتون أورينت ونادي وكينغ.

## وصلات خارجية
- كارل هودل على موقع قاعدة بيانات كرة القدم.إي يو (الإنجليزية)
- كارل هودل على موقع Soccerbase.com (لاعب) (الإنجليزية)